# Dyckia crassifolia
Dyckia crassifolia là một loài thực vật có hoa trong họ Bromeliaceae. Loài này được Rauh mô tả khoa học đầu tiên năm 1991.